# SNH48第二届年度金曲大赏BEST 30
SNH48第二届年度金曲大赏BEST 30是中国女子组合SNH48于2015年12月26日在上海国际体操中心举办的演唱会。

## 概述
SNH48第二届年度金曲大赏BEST 30是透过歌迷投票决定SNH48出道以来已发表的歌曲的排名的年度活动，并于2015年12月26日公布前30名的名次及票数。本届金曲大赏的评选规则与上届大致相同，但在参选曲目的可选表演者组合上，运营方开放了更大自由度供投票者选择。
在奖励机制上，本届金曲大赏则增设对排名最高的16人曲的奖励制度，排名最高的UNIT曲及16人曲皆会获得MV制作机会。

## 投票资格
投票者需购买SNH48第9张EP《万圣节之夜》或塞纳河组合第1张EP《苦与甜》获取投票券。其中，该两张专辑的精装版每张含3张投票券（6次投票权），《万圣节之夜》标准版每张含1张投票券（2次投票权）。每次投票权可用于票选一首最喜爱歌曲及演出阵容。

## 中报
中报于2015年11月1日下午公演开场前在SNH48星梦剧院发布，数据截止于10月31日24:00（UTC+8）。
| 排名 | 歌曲名称           | 出处                       | 表演者                   | 票数 |
| ---- | ------------------ | -------------------------- | ------------------------ | ---- |
| 30   | 《无尽旋转》       | 《无尽旋转》               | Team NII                 | 75   |
| 29   | 《任性的流星》     | 《逆流而上》               | 鞠婧祎、万丽娜           | 77   |
| 28   | 《恋爱禁止条例》   | 《永恒之光》               | 李宇琪、易嘉爱、王璐     | 78   |
| 27   | 《燃烧的道路》     | 《前所未有》               | 黄婷婷、赵粤             | 82   |
| 26   | 《给你》           | 《我的太阳》易嘉爱生日公演 | 易嘉爱                   | 292  |
| 25   | 《纯情主义》       | 《不眠之夜》               | 徐晗、袁雨桢、许佳琪     | 317  |
| 24   | 《心的港湾》       | 《勇气重生》               | 刘力玮、刘诗蕾、徐佳丽   | 343  |
| 23   | 《爱的加速器》     | 《前所未有》               | 鞠婧祎                   | 496  |
| 22   | 《糖》             | 《剧场女神》               | 陈思、汪束、罗兰         | 498  |
| 21   | 《爱心条形码》     | 《手牵手》                 | 钱蓓婷、张雨鑫、王晓佳   | 752  |
| 20   | 《朱丽叶》         | 《我的太阳》               | 沈之琳、李晶、温晶婕     | 952  |
| 19   | 《暮蝉之恋》       | 《我的太阳》               | 鞠婧祎、林思意           | 1126 |
| 18   | 《勇气重生》       | 《勇气重生》               | Team SII                 | 1129 |
| 17   | 《心型病毒》       | 《永恒之光》               | 杨韫玉、杨冰怡、张丹三   | 1239 |
| 16   | 《狼与自尊》       | 《雨季之后》               | 陆婷、曾艳芬             | 1291 |
| 15   | 《黑天使》         | 《永恒之光》               | 许杨玉琢、刘炅然、唐安琪 | 1368 |
| 14   | 《夜蝶》           | 《最后的钟声响起》         | 李艺彤、黄婷婷           | 1486 |
| 13   | 《荣耀日》         | 《手牵手》                 | 孔肖吟、孙芮、陆婷       | 1629 |
| 12   | 《温布顿之梦》     | 《手牵手》                 | 龚诗淇、万丽娜、董艳芸   | 1642 |
| 11   | 《恋爱捉迷藏》     | 《剧场女神》               | 唐安琪                   | 1719 |
| 10   | 《都是夜风惹的祸》 | 《剧场女神》               | 冯薪朵                   | 1721 |
| 9    | 《如果你拥抱我》   | 《逆流而上》               | 黄婷婷、戴萌、邱欣怡     | 1755 |
| 8    | 《青涩的香蕉》     | 《让梦想闪耀》             | 赵粤、邱欣怡             | 1766 |
| 7    | 《爱恨的泪》       | 《不眠之夜》               | 冯薪朵、陆婷             | 1880 |
| 6    | 《雨中钢琴师》     | 《手牵手》                 | 李艺彤、刘佩鑫、徐子轩   | 2015 |
| 5    | 《Bingo》          | 《我的太阳》               | Team NII                 | 2364 |
| 4    | 《再见，制服》     | 《勇气重生》               | 莫寒、戴萌、张语格       | 2846 |
| 3    | 《错过奇迹》       | 《勇气重生》               | 陈观慧、吴哲晗、蒋芸     | 3345 |
| 2    | 《梦之河》         | 《青春的约定》             | 徐晨辰                   | 3414 |
| 1    | 《格子裙妖精》     | 《前所未有》               | 李宇琪、赵晔、袁丹妮     | 5322 |

## 演唱会
演唱会于2015年12月26日17时48分在上海国际体操中心举办，由Team SII戴萌、莫寒、Team NII冯薪朵、黄婷婷、Team HII王璐、吴燕文、Team X李晶、邵雪聪及Team XII段艺璇、曾艾佳主持。与上届相同，本届金曲大赏演唱会仍由铃木汽车冠名，腾讯视频作全程独家直播。当日同时为SNH48五期生出道后首次于大型舞台献唱，亦是SNH48首次有100位以上成员同台献唱。此外，该次演唱会开场环节亦提前披露了SNH48第10张EP《新年的钟声》的部分歌曲。
最终《夜蝶》《Bingo》分别获得UNIT曲及16人曲首位，及总榜前两位，惟运营方面并未公布最终票数。
| 排名   | 歌曲名称           | 出处               | 表演者                   | 中报排名 （终报与中报对比） | 上届排名 （本届与上届对比） |
| ------ | ------------------ | ------------------ | ------------------------ | --------------------------- | --------------------------- |
| 开场曲 | 《新年的钟声》     | 《新年的钟声》     | 全员                     | 不适用                      | 不适用                      |
| 开场曲 | 《夏日真心话》     | 《万圣节之夜》     | Team HII                 | 不适用                      | 不适用                      |
| 开场曲 | 《生命之风》       | 《爱的幸运曲奇》   | Team SII                 | 不适用                      | 不适用                      |
| 开场曲 | 《面包和奶油》     | 《新年的钟声》     | Team NII                 | 不适用                      | 不适用                      |
| 开场曲 | 《绿光》           | 《新年的钟声》     | Team SII                 | 不适用                      | 不适用                      |
| 开场曲 | 《奔跑的少女》     | 《新年的钟声》     | Team X                   | 不适用                      | 不适用                      |
| 30     | 《王子殿下》       | 《勇气重生》       | 谢妮、杨惠婷、张昕       | 未上榜                      | 未上榜                      |
| 29     | 《爱的洄游鱼》     | 《最后的钟声响起》 | Team X                   | 未上榜                      | 未上榜                      |
| 28     | 《伴我同行》       | 《手牵手》         | Team HII                 | 未上榜                      | 未发表                      |
| 27     | 《化为滚石》       | 《青春派对》       | Team HII                 | 未上榜                      | 未发表                      |
| 26     | 《梦之河》         | 《青春的约定》     | 徐晨辰                   | 2 ▼24                       | 未发表                      |
| 25     | 《不眠之夜》       | 《不眠之夜》       | 陈佳莹、何晓玉、孙歆文   | 未上榜                      | 28 ▲3                       |
| 24     | 《朱丽叶》         | 《我的太阳》       | 沈之琳、李晶、温晶婕     | 20 ▼4                       | 未发表                      |
| 23     | 《错过奇迹》       | 《勇气重生》       | 陈观慧、吴哲晗、蒋芸     | 3 ▼20                       | 未上榜                      |
| 22     | 《青涩的香蕉》     | 《让梦想闪耀》     | 赵粤、邱欣怡             | 8 ▼14                       | 未发表                      |
| 21     | 《温布顿之梦》     | 《手牵手》         | 龚诗淇、万丽娜、董艳芸   | 12 ▼9                       | 未发表                      |
| 20     | 《16人姐妹歌》     | 《最后的钟声响起》 | 唐安琪、陆婷、赵粤       | 未上榜                      | 未上榜                      |
| 19     | 《黑天使》         | 《永恒之光》       | 许杨玉琢、刘炅然、李清扬 | 15 ▼4                       | 20 ▲1                       |
| 18     | 《勇气重生》       | 《勇气重生》       | Team SII                 | 18 ━                        | 未上榜                      |
| 17     | 《都是夜风惹的祸》 | 《剧场女神》       | 冯薪朵                   | 10 ▼7                       | 11 ▼6                       |
| 16     | 《糖》             | 《剧场女神》       | 陈思、汪束、罗兰         | 22 ▲6                       | 未上榜                      |
| 15     | 《纯情主义》       | 《不眠之夜》       | 徐晗、袁雨桢、许佳琪     | 25 ▲10                      | 27 ▲12                      |
| 14     | 《荣耀日》         | 《手牵手》         | 孔肖吟、孙芮、陆婷       | 13 ▼1                       | 未发表                      |
| 13     | 《格子裙妖精》     | 《前所未有》       | 李宇琪、赵晔、袁丹妮     | 1 ▼12                       | 未上榜                      |
| 12     | 《暮蝉之恋》       | 《我的太阳》       | 鞠婧祎、林思意           | 19 ▲7                       | 未发表                      |
| 11     | 《天使的尾巴》     | 《不眠之夜》       | 孟玥、邵雪聪、宋昕冉     | 未上榜                      | 未上榜                      |
| 10     | 《燃烧的道路》     | 《前所未有》       | 黄婷婷、赵粤             | 27 ▲17                      | 10 ━                        |
| 9      | 《爱恨的泪》       | 《不眠之夜》       | 冯薪朵、陆婷             | 7 ▼2                        | 7 ▼2                        |
| 8      | 《爱的加速器》     | 《前所未有》       | 鞠婧祎                   | 23 ▲15                      | 5 ▼3                        |
| 7      | 《心型病毒》       | 《永恒之光》       | 杨韫玉、杨冰怡、张丹三   | 17 ▲10                      | 21 ▲14                      |
| 6      | 《再见，制服》     | 《勇气重生》       | 莫寒、戴萌、张语格       | 4 ▼2                        | 未上榜                      |
| 5      | 《如果你拥抱我》   | 《逆流而上》       | 黄婷婷、戴萌、邱欣怡     | 9 ▲4                        | 2 ▼3                        |
| 4      | 《雨中钢琴师》     | 《手牵手》         | 李艺彤、刘佩鑫、徐子轩   | 6 ▲2                        | 未发表                      |
| 3      | 《恋爱捉迷藏》     | 《剧场女神》       | 唐安琪                   | 11 ▲8                       | 3 ━                         |
| 2      | 《Bingo》          | 《我的太阳》       | Team NII                 | 5 ▲3                        | 未发表                      |
| 1      | 《夜蝶》           | 《最后的钟声响起》 | 李艺彤、黄婷婷           | 14 ▲13                      | 4 ▲3                        |